# Fußball Club Eilenburg e.V.
Fußball Club Eilenburg e.V. é uma agremiação alemã, fundada a 1 de janeiro de 1994, sediada em Eilenburg, na Saxônia.

## História
A associação foi criada como sucessora do Sportverein Mörtitz. O novo clube passou a integrar a Landesliga Sachsen (V), após vencer o título da Bezirksliga Sachsen (VI). O décimo-terceiro lugar imediatamente o devolveu à sexta divisão, na qual permaneceria por três temporadas. 
Jogando agora como Eilenburg FC, a equipe conquistou a Berzirksliga, em 1997, para avançar à Landesliga Sachsen (V). Um título na Landesliga, em 2004, promoveu a equipe à NOFV-Oberliga Süd (IV) na qual, em suas duas primeiras temporadas terminou em 12º lugar. 
Em 2007, o time conquistou o seu melhor resultado ao terminar em terceiro. Manda as suas partidas no Ilburg-Sradion que tem uma capacidade de 3.500 lugares.

## Títulos
- Berzirksliga Leipzig (VI) Campeão: 1997;
- Landesliga Sachsen (V) Campeão: 2004;

## Cronologia
- 1994–1997: Bezirksliga Leipzig
- 1997–2004: Landesliga Sachsen
- 2004–2009: Fußball-Oberliga Nordost Süd
- Desde 2009: Landesliga Sachsen